# YUMEKURI
《YUMEKURI》是日本漫畫家博創作的日本漫畫作品。於KADOKAWA漫畫雜誌《月刊Comic Alive》2012年3月号至2017年2月号期間進行連載，單行本全5卷。

## 劇情簡介
喜歡四處出外泡湯的高中生湯上誠，來到美山溫泉這間神祕的溫泉旅館，便決定這裡為值得紀念的第100溫泉。就在泡湯時，看到隔壁出現一位銀髮美少女，之後被工作人員拿水桶砸傷。旅館相關人員為了櫃檯的失誤和對客人造成的不便，敘說這裡的溫泉是神用神力創造出來的，在每年的溫泉製作日，一但被人窺見便須懲罰那人，否則會變回普通人，這裡也不再湧出溫泉，唯一的解決方法便是成為旅館相關人員。於是主角便誤打誤撞的成為這裡的員工。

## 登場人物
- 聲優為廣播劇CD的配音員。

湯上誠（配音：中村悠一）
本作主角。高中一年級。喜歡到處體驗不同地方的溫泉。一次意外闖入溫泉製造日的現場，對那名神秘銀髮女子一見鍾情。
白羽百合（配音：佐藤聰美）
擁有創造溫泉的神力，銀髮的美少女。一但被人發現其真面目，便會失去神力成為普通人，頭髮顏色也變為黑髮。
塔之澤杜鵑（配音：大龜明日香）
國中二年級。運動神經超越常人般的發達。
六彌美朋（配音：伊藤加奈惠）
國中二年級。杜鵑的好朋友，常常一起行動。
御子貝明乃（配音：金元壽子）
國中一年級。很有元氣的嬌小女孩。
宇敷十倉（配音：茅野愛衣）
16歲的高中一年級。為美山溫泉主要的看板娘擔當。
嬬戀諒歌（配音：早見沙織）
在溫泉街最熱門的旅館「嬬戀樓」女主人唯一的女兒。和十倉是同班同學，也是以前的兒時玩伴。
竹山真亞子
在溫泉旅館竹山苑工作的女性。
南八尋
在竹山苑工作的女性。在泉綠季的演出節目新說泉綠之儀中擔任巫女的角色。
安中偲
晴川高中攝影同好會會長。

## 出版書籍
| 卷數 | Media Factory  | Media Factory          | 尖端出版      | 尖端出版             |
| 卷數 | 發售日期       | ISBN                   | 發售日期      | EAN                  |
| ---- | -------------- | ---------------------- | ------------- | -------------------- |
| 1    | 2012年10月23日 | ISBN 978-4-8401-4740-8 | 2013年5月13日 | EAN 471-7702-25466-7 |
| 2    | 2013年10月23日 | ISBN 978-4-8401-5336-2 | 2014年3月3日  | EAN 471-7702-25954-9 |
| 3    | 2014年12月22日 | ISBN 978-4-04-067221-2 | 2015年5月18日 | EAN 471-7702-26647-9 |
| 4    | 2015年12月22日 | ISBN 978-4-04-067857-3 |               |                      |
| 5    | 2017年1月23日  | ISBN 978-4-04-069043-8 |               |                      |

## 廣播劇CD
於《月刊Comic Alive》2012年9月号宣布改編成廣播劇CD的消息。
2012年11月28日由Lantis/GloryHeaven發售（Sony Music Distribution販售），產品名稱為，編號LASA-5144。
- 原作 - 博
- 脚本原案 - 博
- 構成、脚本 - 玉井☆豪
- 音響監督 - 明田川仁
- 録音 - 荒川道哉
- 錄音助手 - 大寺文彦
- 音響效果 - 小山恭正
- 錄音工作室 - Prosen Studio
- 音響制作担当 - 田中理恵
- 音響制作 - Magic Capsule
- 音樂 - 伊藤賢
- 製作人 - 小池克実

## 動畫
於《月刊Comic Alive》2012年10月号宣布將改編成OVA。2012年11月28日發售合併收錄廣播劇CD和約6分鐘長度的OVA同梱DVD。

### 製作人員
- 原作 - 博
- 監督、分鏡 - 畑博之
- 劇本 - 雨宮瞳
- 人物設計、作画監督 - 齊田博之
- 美術監督 - 松井裕章
- 攝影監督 - 伊藤康行
- 音響監督 - 明田川仁
- 錄音 - 荒川道哉
- 效果 - 小山恭正
- 音樂 - 伊藤賢
- 錄音工作室 - Prosen Studio
- 音響制作担当 - 田中理恵
- 音響制作 - Magic Capsule
- 編輯 - 岡祐司
- 製作人 - 小池克実、小原充
- 主要製作人 - 關山晃弘
- 動畫製作 - Diomedéa
- 製作 - Lantis

## 外部連結
- Comic Alive官網主頁 （页面存档备份，存于）（日語）
- ドラマCD化記念特設サイト，存于（日語）
- 「ゆめくり」公式的X（前Twitter）（日語）